# بلايسانسه (كيبك)
بلايسانسه (بالإنجليزية: Plaisance, Quebec)‏ هي بلدية محلية في كيبيك تقع في كندا في Papineau Regional County Municipality. يقدر عدد سكانها بـ 1,103 نسمة ومساحتها 50.20 كم2 .